# Châtillon-sur-Seiche
Châtillon-sur-Seiche - była miejscowość i gmina we Francji, w regionie Bretania, w departamencie Ille-et-Vilaine. Gmina połączono z Noyal-sur-Seiche tworząc Noyal-Châtillon-sur-Seiche
Według danych na rok 1990 gminę zamieszkiwały 2223 osoby, a gęstość zaludnienia wynosiła 182 osoby/km² (wśród 1269 gmin Bretanii Châtillon-sur-Seiche plasuje się na 273. miejscu pod względem liczby ludności, natomiast pod względem powierzchni na miejscu 756.).